# Ulčar
Ulčar je priimek več znanih Slovencev:
- Anže Ulčar (*1979), hokejist
- Irena Ulčar Cvelbar, novinarka
- Jakob Alijeski Ulčar (*1969), častnik SV
- Jože Ulčar (1915—1967), profesor matematike v Makedoniji
- Miroslav Ulčar (1941—2005), novinar in urednik, strokovnjak za obrambne zadeve
- Urban Ulčar (*1989), veslač
- Viktor Ulčar (1908—1993), vojaški pilot in veteran druge svetovne vojne